# 神機隊東北出軍第一隊
神機隊東北出軍第一隊（しんきたいとうほくしゅつぐんだいいったい）は、1867年（慶応3年）9月に広島藩士と農商出身者ら約1200人で結成された。回天軍第一起神機隊の隊員の中から自費で上野戦争、奥州戦争に参戦した部隊。
1866年（慶應4年1月3日、鳥羽伏見戦勃発直後、神機隊300名備中備後方面の鎮撫に出動した芸藩軍の先鋒隊として、現在の岡山県の西部・北部に進駐して天領の接収に当たった。帰広後3月17日に自費出兵を請願、許されて全隊より選ばれた326名が京阪より江戸に向かう、5月15日の上野戦争には王子・飛鳥山方面に出動、その後、彰義隊から分離した振武軍を追討して甲州に至り駐留後帰府。7月5日江戸発奥州に向かい平潟・仙台口総督府の摩下に入り、以後、現在の福島県沿岸部浜通りを北上する新政府軍の先鋒として進撃、久之浜・広野・富岡・浪江と激戦を重ね、8月7日相馬城に入城、そのころ死者重傷者は全隊の3分の2に達した。次いで駒ヶ峰、旗巻嶺の激戦を経て、9月17日に仙台藩が降伏、28日に入城式を行った。10月1日に生存者及び戦死者の遺族に対し生涯二人扶持、苗字帯刀が免許された。以後、仙台・塩釜方面の治安に当たり、10月26日帰国の途につき、東京・大坂を経て12月25日に帰広。
なお、これと別に京都滞陣中、本隊参謀船越洋之助は東北遊撃軍軍将久我通久卿付参謀を拝命したため、神機隊隊中より25名を割いて同軍将付親衛隊とした。その後、船越は官軍諸藩の部隊率いて海路下関を回航して秋田に向かった。参謀には忠海町出身の快堂池田徳太郎、肥前藩の副島種臣らが後に加わっている。
（東広島の歴史辞典より169頁）

## 所属者
神機隊東北出軍第一隊に所属した人物のうち、書物・墓標にて確認出来た人物を列挙する。（カッコ内の年齢は明治元年時）

### 家中

#### 総督
- 黒田益之丞（40)用達所詰小姓組大目付　弥五左衛門弟別途召出　後に勘定奉行

#### 参謀
- 平山寛之介（25）用達所詰小姓組
- 木原秀三郎（42）軍艦方歩行筆頭　命令により途中下船　後に軍務会計局吟味役小姓組
- 川合三十郎（30）用達所物書歩行組　後に小姓組
- 船越洋之助（29）用達所物書歩行組　後に奥詰小姓組　後に東北遊撃軍へ軍将付参謀で加入

#### 小隊長
一番小隊長
- 加藤種之助（25）外様歩行組　後に神機隊奉行添役

二番小隊長
- 橋本素助（30）用達所物書歩行組　後軍監　神機隊奉行添役

三番小隊長
- 丹土薫之丞（23）譜代番組

四番小隊長
- 藤田次郎（高之）（25）外様歩行組

五番小隊長
- 藤田太久蔵（24）譜代番組

六番小隊長
- 佐久間儀一郎（27）勘定方支配一代

#### 砲隊長兼武器方
高間省三（21）武具奉行多須衛長子　別途召出　藩校助教

#### 斥候
- 森熊之進（27）歩行組子弟
- 清水永賀（24）歩行組子弟
- 若月良之進（20）宮島奉行準二長子
- 戸田小三郎（22）歩行組子弟
- 田坂他人吉（21）書翰方権左衛門長子
- 一場直之進（19）小姓組萬太夫弟

#### 軍医長
- 小川道甫（29）御側医師並

軍医
- 八島周哲（27）合力組
- 須磨元春（39）合力組

#### 会計
- 篠村幾蔵（24）譜代番組
- 田中太郎左衛門（29）譜代番組

小人目付
- 津田野金次郎（**）譜代番組

早道
- 松本兼次郎（**）譜代番組

銃師
- 法安久光　（23）藩工鍔師
- 法安新助　（**）藩工（広田とも）　広島城下尾道町

### 隊中
- 南寛助（26）隊長補　賀茂郡竹原西野村
- 金谷宮内（26）隊長補　豊田郡宇山村
- 早川国平（43）隊長補　豊田郡生口島宮原村
- 森斐司（20）隊長補　豊田郡本郷村
- 檜山軍蔵（26）大伍長　賀茂郡宮領村
- 織田清之助（**） 大伍長　賀茂郡志和東村
- 長沼藤四郎（22） 大伍長　賀茂郡寺家村
- 吉岡長次（30）大伍長　賀茂郡宗近村
- 鳥越久吉（21）大伍長　豊田郡舟木村
- 村上清之進（22）大伍長　豊田郡大草村
- 長沼主税之助（23）小目付　賀茂郡御薗宇村
- 福田松太郎（23）小目付　佐伯郡宮島町
- 森本梅太郎（28）小目付　佐伯郡大竹村
- 水戸（三戸）兵之助（22）小目付　豊田郡宇山村
- 中島（渡辺）対二（46）会計方　賀茂郡中島村　後に譜代番組
- 土肥幸四郎（29）会計方　豊田郡本郷村　後に譜代番組
- 中村市之助（26）会計方　賀茂郡竹原東野村
- 高田賢一郎（22）武器方　賀茂郡志和堀村
- 勝治健之進（24）武器方　賀茂郡寺家村野坂塾内（生地豊田郡宇山村）
- 山縣平三（**）武器方　広島左官町　後に譜代番組
- 小林出衛　（22）楽隊　沼田郡北下安村

### 一番小隊
- 福原吟助（25）大伍長　豊田郡小谷村
- 和田忠兵衛（20）伍長　三次郡三次町
- 今井徳三郎（23）賀茂郡井原村　後に東北遊撃軍へ軍将付で加入
- 脇坂喜代四郎（24）賀茂郡志和東村　後に東北遊撃軍へ軍将付で加入
- 小田嘉一郎（26）賀茂郡大田村　後に東北遊撃軍へ軍将付で加入
- 堀田久米蔵（24）沼田郡北下安村　後に東北遊撃軍へ軍将付で加入
- 村本七郎（23）豊田郡御手洗町　後に東北遊撃軍へ軍将付で加入
- 赤向国蔵（22）豊田郡本郷村　後に東北遊撃軍へ軍将付で加入
- 加藤孫三郎（21）安芸郡矢野村
- 土肥梅之助（22）賀茂郡国近村
- 土肥園助（18）賀茂郡小比曽村
- 浅木健助（26）賀茂郡貞重村
- 中歩師増太郎（26）賀茂郡寺家村
- 長沼定人（23）賀茂郡小多田村
- 大行菊蔵（19）賀茂郡志和奥屋村
- 浅田弥八郎（25）賀茂郡高屋堀村
- 竹田松三郎（24）賀茂郡竹原町
- 今川喜平（19）賀茂郡竹原町
- 実藤兼助（25）賀茂郡竹原東村
- 大山為之助（24）賀茂郡竹原東村
- 実藤清吉（24）賀茂郡竹原東村
- 赤坂清十郎（22）賀茂郡竹原村
- 平賀孫太郎（22）賀茂郡原村
- 杉田久左衛門（21）賀茂郡原村
- 福村利太郎（24）賀茂郡御薗宇村
- 高橋伴助（23）賀茂郡御薗宇村
- 田川文太郎（17）佐伯郡大竹村
- 木下（木本）清五郎（22）佐伯郡草津村
- 増村太助（大助）（20）佐伯郡草津村
- 浜松音次郎（23）佐伯郡地御前村
- 木村新次郎（23）佐伯郡地御前村
- 山下忠兵衛（37）佐伯郡寺地村
- 山口善之助（22）世羅郡西神崎村
- 村上惣次郎（25）高宮郡井口村
- 高島芳助（26）高宮郡中島村
- 有田熊平（21）豊田郡入野町
- 金谷琢磨（19）豊田郡宇山村
- 高橋千代蔵（26）豊田郡大草村
- 大成弥一郎（20）豊田郡大崎中野村
- 大沢琢次（福島琢嗣）（18）豊田郡大崎中野村
- 島原常三郎（21）豊田郡河戸村
- 野村義三郎（30）豊田郡高崎村
- 山田新助（23）豊田郡土取村
- 松浦兼助（23）豊田郡戸野村
- 金岡徳次郎（22）豊田郡本郷村
- 吉川鉄蔵（21）沼田郡楠村
- 有馬久作（21）三次郡三次町
- 宍戸彦八（28）三次町七田村
- 木村為吉（18）山県郡穴村

### 二番小隊
- 山田亀之進（22）伍長　安芸郡畠賀村
- 陣場松右衛門（24）伍長　佐伯郡大竹村
- 清原源作（22）伍長　三次郡三次村
- 小泉仁助（36）伍長　豊田郡小泉村
- 木原兼三郎（26）賀茂郡宮領村　後に東北遊撃軍へ軍将付で加入
- 古谷幾次郎（22）賀茂郡溝口村　後に東北遊撃軍へ軍将付で加入
- 宍戸徳太郎（17）賀茂郡志和西村　後に東北遊撃軍へ軍将付で加入
- 金永栄之助（23）広島畳屋町　後に東北遊撃軍へ軍将付で加入
- 戸田為之助（22）豊田郡本郷村　後に東北遊撃軍へ軍将付で加入
- 村松次郎平（21）安芸郡筒賀村
- 三浦重吉（22）安芸郡仁保島本村
- 鳥居平助（26）尾道町
- 井出幸一郎（22）尾道町
- 小林寅之助（19）尾道町
- 山下浅助（22）賀茂郡稲木村
- 坪田喜平太（22）賀茂郡大多田村
- 上野梅吉（22）賀茂郡下三永村
- 加納吾太郎（20）賀茂郡志和西村
- 広川喜代三郎（21）賀茂郡志和原村
- 石川新太郎（21）賀茂郡志和東村
- 岡田善兵衛（20）賀茂郡竹原下野村
- 田浦柳助（28）賀茂郡竹原村
- 河野嘉三郎（23）賀茂郡原村
- 三舟庫助（23）賀茂郡丸山村
- 日下盛蔵（21）賀茂郡三津口村
- 南政助（21）賀茂郡三津村
- 永井喜太郎（24）賀茂郡宗近村
- 島本久吉（20）佐伯郡草津村
- 高橋靏蔵（18）佐伯郡草津村
- 明石左門之助（21）三谿郡吉舎町
- 加藤理一郎（22）世羅郡小国村
- 田口林之助（27）世羅郡京丸村
- 岩崎島之助（23）世羅郡東上原町
- 長谷倉太（36）高田郡秋山村
- 西岡豊平（29）豊田郡二窓村
- 藤井圓助（22）豊田郡舟木村
- 田上長七（20）豊田郡本郷村
- 三宅貞之助（19）豊田郡本郷村
- 本田秀吉（18）豊田郡本郷村
- 上野菊次（16）沼田郡北下安村
- 宮本膳之助（22）沼田郡伴村
- 田口助三郎（23）広島
- 宮本力蔵（22）広島六丁村
- 睦田重蔵（23）三次郡三次村
- 佐々木郁助（28）三次町
- 熊本福三郎（23）三次町
- 伊達迪吉（21）三次町
- 大谷甚平（21）山県郡穴村

### 三番小隊
- 芦田喜三郎（26）伍長　沼田郡祇園町
- 猿吉岩次郎（24）伍長　豊田郡小谷村
- 曽根亀蔵（23）安芸郡大須賀村　後に東北遊撃軍へ軍将付で加入
- 堀井善六（25）安芸郡忠海村　後に東北遊撃軍へ軍将付で加入
- 菅田孫助（22）安芸郡矢野村　後に東北遊撃軍へ軍将付で加入
- 脇林之助（22）賀茂郡寺家村　後に東北遊撃軍へ軍将付で加入
- 三宅亀太郎（20）賀茂郡内海村　後に東北遊撃軍へ軍将付で加入
- 脇田頼助（脇田頼蔵）（25）尾道町　後に東北遊撃軍へ軍将付で加入
- 香川重松（26）安芸郡矢野村
- 浜田虎之助（20）安芸郡矢野村
- 土屋良助（22）尾道町
- 小川清七（23）賀茂郡白川村
- 檜垣源次郎（23）賀茂郡志和冠村
- 加藤常太郎（23）賀茂郡助実村
- 渡辺順平（24）賀茂郡高屋堀村
- 岡崎芳吉（26）賀茂郡竹原下市村
- 桑原和三郎（26）賀茂郡竹原下市村
- 大植金之助（26）賀茂郡竹原町
- 水野市助（22）賀茂郡竹原町
- 木原久米助（28）賀茂郡中島村
- 中原清太郎（22）賀茂郡中畑村
- 山路直紀（22）賀茂郡福本村
- 福永九蔵（22）賀茂郡福本村
- 津田丈次郎（22）賀茂郡三津口村
- 村上作左衛門（25）賀茂郡南方村
- 渡辺兼助（27）賀茂郡吉川村
- 寺谷富次郎（23）賀茂郡吉川村
- 木下常助（23）佐伯郡五日市村
- 木下清吉（21）佐伯郡大竹村
- 薮崎嘉市（22）佐伯郡草津村
- 伊藤卯八郎（22）佐伯郡地御前村
- 竹本重吉（23）高田郡甲立村
- 今井札助（22）高田郡吉田町
- 宮本林次郎（22）高田郡吉田村
- 西本良平（36）高宮郡下町屋村
- 宮地彦平（26）豊田郡瀬戸田町
- 田中佐仲（22）豊田郡納所村
- 福島幾太郎（22）豊田郡別所村
- 井原佐七（21）豊田郡本郷村
- 吉岡倉之助（18）沼田郡北下安村
- 山口貞吉（23）沼田郡楠町
- 松島新五郎（23）沼田郡中須村
- 水野作次郎（22）沼田郡七束村
- 岩本菊蔵（25）広島械善町
- 高崎清造（23）広島広瀬町
- 吉田栄吉（22）広島四丁目
- 藤本幾太郎（23）山県郡穴村

### 武器方
- 品川良蔵（19）豊田郡本市村
- 平田和三郎（22）佐伯郡草津村

### 武器方附属
- 為数伊三郎（23）安芸郡海田村
- 池田権左衛門（26）安芸郡倉橋村
- 平満九朗四郎（22）賀茂郡志和内村
- 石川為次（26）賀茂郡志和東村
- 古川栄吉（22）賀茂郡竹原下市村
- 大田亀吉（19）賀茂郡竹原下野村
- 田島新助（22）賀茂郡中条志村[2]
- 松島亀助（22）賀茂郡三永村
- 福永政人（22）賀茂郡宗近村
- 亀田実平（23）高宮郡可部町
- 林儀三郎（26）沼田郡打越村
- 香川新三郎（27）沼田郡広瀬村
- 中尾伊兵衛（23）広島鉄砲町
- 山田豊八（24）三次郡五日市村
- 佐々木俊三郎（22）山県郡筒賀村

### 医師
- 平木元意（**）賀茂郡白木村

### 大砲隊
- 岸本権平（23）伍長　賀茂郡志和内村
- 高橋謙造（25）伍長　豊田郡小谷村
- 松田昌太郎（24）安芸郡呉よし浦（または栃原村）
- 歌原源七（22）賀茂郡大沢村
- 加島幸之進（27）賀茂郡南方村
- 荒田才三郎（22）賀茂郡南方村
- 藤広角太左衛門（18）賀茂郡南方村
- 上野与三郎（23）佐伯郡大須賀村[3]
- 岩本甚左衛門（22）佐伯郡草津村
- 薮崎武雄（22）佐伯郡草津村
- 牧本総七（23）佐伯郡宮領村
- 村上貞七（貞吉）（21）佐伯郡宮領村
- 名井庫平（23）豊田郡入野町
- 橋川元次郎（22）豊田郡大崎中野村
- 大隅九平（21）豊田郡中野村

### 御旗方
- 中村庄之助（26）賀茂郡竹原下市村
- 笹村金蔵（27）沼田郡長楽寺村
- 香月芳蔵（20）安芸郡段原村
- 亀田政兵衛（26）豊田郡大崎中野村

### 楽隊
- 中尾修三郎（23）安芸郡段原村　後に東北遊撃軍へ軍将付で加入
- 村本梅太郎（23）佐伯郡大竹村　後に東北遊撃軍へ軍将付で加入
- 小島徳太郎（17）三次町　後に東北遊撃軍へ軍将付で加入
- 森井芳太（18）沼田郡温井村　後に東北遊撃軍へ軍将付で加入
- 山本菊次郎（兼次郎）（22）沼田郡観音村　後に東北遊撃軍へ軍将付で加入
- 浜井多蔵（17）安芸郡海田市村
- 近藤繁太郎（18）賀茂郡内海村
- 石本雲平（23）賀茂郡志和内村
- 森川只助（20）賀茂郡竹原東野村
- 村上司馬之助（20）豊田郡大草村
- 長沢政之助（23）豊田郡大串村
- 有田勇（23）豊田郡大崎中野村
- 前田只次（28）豊田郡本郷村
- 藤本福松（27）豊田郡本郷村
- 沼田初吉（22）沼田郡楠村
- 篠村順助（22）沼田郡楠村
- 倉本常蔵（23）沼田郡長束村
- 田中広三（26）沼田郡広瀬町
- 松本甚之助（23）広島愛宕町
- 高橋貞吉（16）広島幟町
- 高田徳蔵（22）広島水主町
- 武内慶蔵（**）

### 会計方
- 川端平右餌門（23）賀茂郡長浜村
- 増本栄太郎（22）佐伯郡地御前村

### 会計方附属
- 神田仁三郎（22）高田郡相合村
- 田志口忠助（26）賀茂郡竹原下市村
- 胡田兼三郎（22）賀茂郡仁賀村
- 富永栄之助（27）賀茂郡風早村
- 中村半三郎（28）賀茂郡川角村

### 作事方
- 平賀和助（28）豊田郡小谷村
- 中野徳蔵（徳三郎）（22）広島東引御堂町
- 山川善平（28）豊田郡下北方村
- 芝本吉五郎（23）広島西本川町
- 丸山豊蔵（22）広島空鞘町
- 松浦義助（23）安芸郡切串村
- 藤本彌三郎（28）安芸郡矢野村
- 中村盛吉（22）沼田郡久地村

### 所属不明
- 吉田巳之作（**）出身地不明
- 横山勝之助（**）出身地不明
- 田中熊之助（後に宇部宮剛と改姓名）（**）賀茂郡長浜村

### 枢要録に記載あり芸藩志に記載漏れと思われる者
- 小川喜作（36）旗の者　豊田郡七宝村
- 阿部兼吉（16）楽隊　越後生

### 討死及び戦傷病死者
- 藤川喜作（24）六番小隊　豊田郡上方村　5月15日上野戦争に於いて王子村で彰義隊と戦い負傷し翌日死去：泉岳寺
- 林熊太郎（24）三番小隊　豊田郡本郷村　7月22日磐城末続村で討死[4]：末續寺
- 吉川逸平（23）一番小隊　賀茂郡吉川村　7月23日磐城広野に於いて負傷し翌日小名浜病院に於いて死去：自性院（小名浜）/吉川家墓地
- 財満兵蔵（20）一番小隊　賀茂郡志和東村　7月26日磐城広野に於いて討死[5]：庚申堂/西蓮寺
- 築山進之介（逸之助）（24）砲隊長補　賀茂郡竹原東野村　7月26日磐城広野に於いて負傷し翌日久ノ浜病院に於いて死去[5]：庚申堂
- 織田吾三郎（五三郎）（34）三番小隊銃士　賀茂郡志和東村　7月26日磐城駒ヶ峰に於いて負傷し脱疽となり相馬病院にて脚部切断手術後8月29日死去[6]朝義院賢興堂意居士：興仁寺
- 出本健之助（24）二番小隊　安芸郡和庄村　7月26日磐城広野に於いて討死[7]：修行院
- 佐々木藤三郎（25）二番小隊　豊田郡小原村　7月26日磐城広野に於いて討死[7]：修行院
- 造賀善太郎（19）三番小隊　賀茂郡原村　7月26日磐城広野に於いて討死[7]：修行院/為本墓地
- 菅勝之助（22）一番小隊　高田郡高崎村　7月26日磐城広野に於いて討死[7]：修行院
- 宮原（宮本）千代蔵（22）砲隊銃士　広島城下天満町　7月26日磐城広野に於いて負傷し8月30日平病院に於いて死去[8]：性源寺/西蓮寺
- 大谷亀之助（24）二番小隊　賀茂郡横山村（豊田郡本郷村）　7月26日磐城広野に於いて負傷し28日平病院に於いて死去[8]：性源寺
- 高崎熊蔵（21または23）五番小隊　広島　7月26日磐城広野に於いて負傷し8月27日平病院に於いて死去[8]：性源寺/西蓮寺
- 山路関之助（19）一番小隊大伍長　豊田郡戸野村　7月26日磐城広野に於いて負傷し8月4日平病院に於いて死去[8]：性源寺
- 木本（木元）義平（19）三番小隊　賀茂郡大田村　7月26日磐城広野に於いて負傷し8月4日平病院に於いて死去[8]：性源寺/西蓮寺
- 田中佐太郎（24）三番小隊　賀茂郡横山村（檜山村）　7月26日磐城広野に於いて負傷し28日平病院に於いて死去[8]：性源寺/西蓮寺
- 山岡（西岡・西山）吉平[9]（19）三番小隊　佐伯郡己斐村（若月良之進家来）　7月26日磐城広野に於いて負傷し8月2日平病院に於いて死去[8]：性源寺/西蓮寺
- 高間省三（21）砲隊長　広島城内　8月1日磐城浪江に於いて討死[10]：常福寺/自性院（浪江町）/聖光寺
- 木村（木原）徳三郎（22）三番小隊　賀茂郡溝口村　8月1日磐城浪江に於いて討死[10]：常福寺/自性院（浪江町）/西蓮寺
- 早川武七郎（27）一番小隊銃士　賀茂郡東野村　8月11日磐城駒ヶ峯に於いて負傷し翌日中村（相馬城下本営伊勢屋）に於いて死去[6]秋月院忠譽義高居士：興仁寺/西蓮寺
- 山原玉蔵（19）五番小隊銃士　賀茂郡下見村　8月20日磐城駒ヶ峯に於いて負傷し29日中村（相馬城下本営伊勢屋）に於いて死去[6]養成院覚興大道居士：興仁寺
- 加藤善三郎[11]（24）三番中隊　賀茂郡竹原村　11月4日磐城白河市巡り矢筑波山萬持寺にて切腹（戦死扱い）：萬持寺/西蓮寺

### 戦病死者
- 中村彌八郎（弥八郎）（22）佐伯郡口和田村　4月7日大坂で病死：西蓮寺
- 中田（中村）文右衛門（文左衛門）　沼田郡中須村　5月18日江戸で戦死：泉岳寺
- 戸村小源太（左源太）（19）高宮郡中筋古市村　7月6日江戸で病死：泉岳寺/西蓮寺
- 竹信源助　賀茂郡下三永村　7月28日常陸平潟港で病死：海徳寺
- 小川伊之松（20または18）二番小隊　豊田郡東野村　8月1日平久之浜病院で病死[5]：庚申堂
- 檜垣助八（桧垣）（24または28）二番小隊　賀茂郡志和奥屋村　8月2日磐城平城下で戦死[8]：性源寺/西蓮寺
- 影山佐平（佐兵衛）（35）四番小隊隊長補　賀茂郡上三永村　8月5日磐城平病院で戦病死[8]：性源寺
- 村上貞兵衛（佐太兵衛）（27）三番小隊隊長補　豊田郡忠海町　7月26日磐城広野で負傷、８月16日磐城平病院にて死去[8]：性源寺
- 石垣新三郎（24）四番小隊　賀茂郡宮領村　8月15日磐城平久之浜病院にて死去[5]：庚申堂
- 百々常助（常吉）（21）沼田郡楠村　明治元年東北征戦　9月4日東京で病死：泉岳寺
- 渡部順蔵（渡辺順平）（19）五番小隊銃士　賀茂郡宮領村　9月7日相馬中村伊勢屋にて病死[6]智徳院秀興利教居士：興仁寺/西蓮寺
- 石川佐太平（佐太郎）（24）賀茂郡南方村　東北征戦中に罹病12月2日東京和泉橋大病院（元藤堂邸）にて死去：泉岳寺/️西蓮寺
- 手島（牛島）才吉（27）沼田郡久地村　明治元年東北で戦死：泉岳寺
- 井原喜三郎（伊原）　佐伯郡草津村　明治元年下野で傷、帰国後佐伯郡草津村で死去：泉岳寺
- 福永惣平（宗平）　賀茂郡南方村　明治元年東北で戦病死：泉岳寺
- 三宅市左衛門　三次　明治元年奥羽で戦病死：泉岳寺
- 高橋四郎助（四郎兵衛）　豊田郡久芳村　江戸にて病死：泉岳寺

### 自決死・死罪
- 森井武右衛門（**）閏4月12日　規律違反により京都大仏方広寺にて於いて屠腹　同所に墓
- 森権八（**）　閏4月12日　規律違反により京都大仏方広寺にて於いて屠腹　同所に墓
- 岡本浅吉（**）　閏4月12日　規律違反により京都大仏方広寺にて於いて屠腹　同所に墓
- 森光助（**）　軍夫　江戸帰還後、藩邸において斬首